# Носковці
Носковці (хорв. Noskovci) — населений пункт у Хорватії, у Вировитицько-Подравській жупанії у складі громади Чаджавиця.

## Населення
Населення за даними перепису 2011 року становило 195 осіб.
Динаміка чисельності населення поселення:

## Клімат
Середня річна температура становить 11,34 °C, середня максимальна – 25,73 °C, а середня мінімальна – -5,74 °C. Середня річна кількість опадів – 707 мм.
| Клімат поселення                              | Клімат поселення | Клімат поселення | Клімат поселення | Клімат поселення | Клімат поселення | Клімат поселення | Клімат поселення | Клімат поселення | Клімат поселення | Клімат поселення | Клімат поселення | Клімат поселення | Клімат поселення |
| Показник                                      | Січ.             | Лют.             | Бер.             | Квіт.            | Трав.            | Черв.            | Лип.             | Серп.            | Вер.             | Жовт.            | Лист.            | Груд.            |                  |
| Середній максимум, °C                         | 5,89             | 8,06             | 12,66            | 17,29            | 22,78            | 25,73            | 25,24            | 24,70            | 20,27            | 15,02            | 9,31             | 5,08             |                  |
| Середня температура, °C                       | 0,06             | 2,27             | 6,82             | 11,50            | 16,98            | 19,94            | 21,72            | 21,18            | 16,77            | 11,50            | 5,80             | 1,60             |                  |
| Середній мінімум, °C                          | −5,74            | −3,56            | 1,03             | 5,68             | 11,17            | 14,11            | 18,21            | 17,66            | 13,22            | 8,00             | 2,29             | −1,96            |                  |
| Норма опадів, мм                              | 42               | 38               | 42               | 56               | 68               | 88               | 65               | 68               | 57               | 60               | 69               | 54               |                  |
| Середньомісячна швидкість вітру, м/с          | 2.21             | 2.50             | 2.80             | 2.70             | 2.40             | 2.20             | 2.15             | 1.97             | 2.00             | 2.00             | 2.20             | 2.30             |                  |
| Середньомісячна сонячна радіація, кДж/м²·день | 4125             | 6853             | 10776            | 15259            | 19402            | 21408            | 22330            | 19860            | 14714            | 9038             | 4640             | 3432             |                  |
| --------------------------------------------- | ---------------- | ---------------- | ---------------- | ---------------- | ---------------- | ---------------- | ---------------- | ---------------- | ---------------- | ---------------- | ---------------- | ---------------- | ---------------- |
| Джерело:                                      |                  |                  |                  |                  |                  |                  |                  |                  |                  |                  |                  |                  |                  |